# Tigres Negros

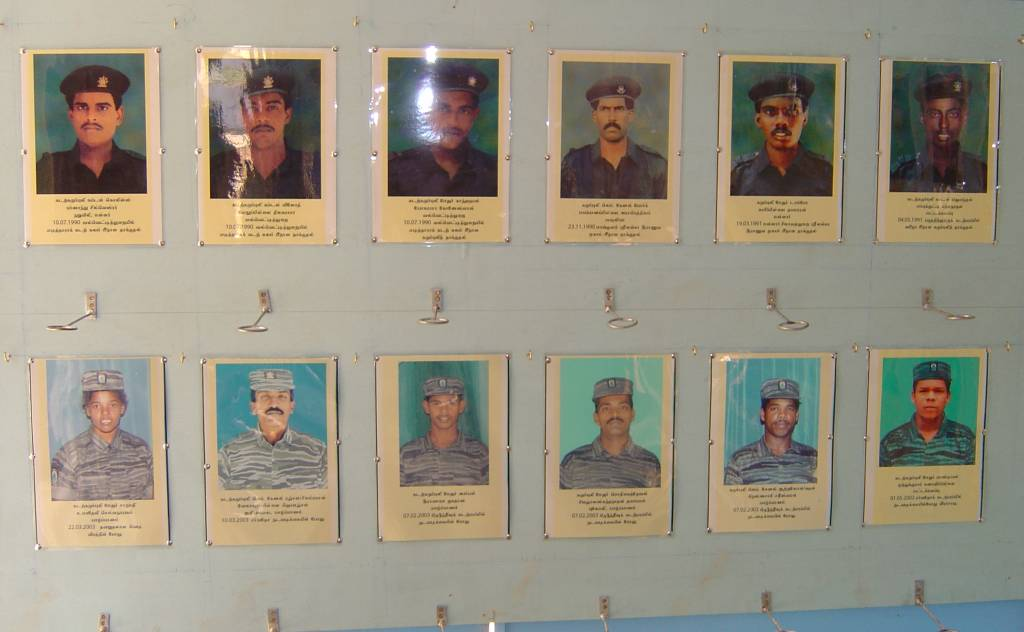
"Galeria de cadetes Tigres Negros do LTTE, "Capitão Miller" não está incluído nesta foto.

Os Tigres Negros (em inglês:  Black Tigers; em tâmil:  கரும்புலிகள்) foi uma unidade de comando suicida de elite dos Tigres de Libertação do Tamil Eelam, uma organização militante separatista tâmil.
Foram quadros dos Tigres de Libertação do Tamil Eelam especialmente selecionados e treinados, cujas missões incluíam a organização de ataques suicidas principalmente contra alvos militares, econômicos e políticos, entre eles o presidente do Sri Lanka Ranasinghe Premadasa e o ex-primeiro-ministro da Índia Rajiv Gandhi. Civis também foram mortos durante certos ataques, como o ataque bombista ao Banco Central em Colombo e ao Templo do Dente.
Desde sua formação em 1987 até a derrota dos Tigres Tamil em 2009, mais de 330 Tigres Negros fizeram ataques suicidas no ar, terra e mar, principalmente no Sri Lanka. Especialistas estimam que os Tigres Negros haviam realizado a maioria dos ataques suicidas relatados em todo o mundo quando a guerra civil do Sri Lanka terminou em 2009.